# اضطراب الإحكام
يحدث اضطراب الإحكام (اختصارًا AD) (ويسمى أحيانًا اكتئاب تغير الحالات أو الاكتئاب التفاعلي) عند الفرد غير القادر على التكيف أو التغلب على إجهاد معين أو حدث كبير في الحياة. وقد يسمى اضطراب الإحكام أحياناً بالاكتئاب المؤقت أو التفاعلي، أو بالاكتئاب خارجي المنشأ. وحيث أن المرضى المصابون بهذا الاضطراب عادةً ما يعانون من أعراض مشابهة لأعراض الاكتئاب، مثل فقد الاهتمام بشكل عام بالإضافة إلى الشعور باليأس والبكاء، فإن هذا الاضطراب يُعرف أحياناً بالاكتئاب المؤقت. وعلى عكس الاكتئاب الشديد، فهذا الاضطراب ما هو إلا ناتج ضغوطات خارجية وعادة ما يُشفى الشخص بمجرد أن يتكيف مع الوضع.
تعد هذه الحالة مختلفة عن اضطراب القلق الذي يفتقر إلى وجود عامل ضغط وتختلف كذلك عن اضطراب ما بعد الصدمة والاضطراب الكربيّ الحاد اللذان عادةً ما يرتبطان بإجهاد أكثر حدة.
تعد أعراض الكرب الرضحي، بالإضافة إلى أعراض القلق، والأعراض الطفيفة للاكتئاب أو الثلاثة معاً، من السمات الشائعة لاضطراب الإحكام. هناك 9 أنواع لاضطراب الإحكام مدرجة في الدليل التشخيصي والإحصائي المعدّل للأمراض النفسية الإصدار الثالث، ولكن وفقاً للإصدار الرابع فهناك 6 أنواع لاضطراب الإحكام وجميعها تشترك في الأعراض الرئيسية التالية: مزاج مكتئب، بالإضافة إلى القلق، والقلق الاكتئابي المختلط وكذلك اضطرابات في المشاعر والسلوك. ومع ذلك، ليس هنالك معايير محددة ومفصلة أكثر لهذه الأعراض. وقد يكون اضطراب الإحكام حاداً أو مزمناً وذلك يعتمد على مدة الإصابة بهذا الاضطراب سواء كانت أقل أو أكثر من 6 أشهر. ووفقاً للإصدار الرابع من الدليل التشخيصي والإحصائي المعدّل للأمراض النفسية، يمكن أن يعد اضطراب الإحكام حاداً إذا استمر لمدة تقل عن 6 أشهر، بينما يعد مزمناً إذا استمر لمدة تزيد عن ذلك. وعلاوة على ذلك، لا يمكن للأعراض أن تستمر لأكثر من 6 أشهر بعد زوال الضغوطات أو آثارها. ويعد التشخيص باضطراب الإحكام أمراً شائعاً جداً حيث أن نسبة الإصابات تبلغ من 5٪ إلى 21٪ من خدمات الاستشارات النفسية للبالغين. بالإضافة إلى ذلك، يتم تشخيص النساء البالغين بهذا الاضطراب ضعف ما يُشخص به الرجال البالغين عادةً، أما بالنسبة للأطفال والمراهقين من الأولاد والفتيات فهم يشخصون بهذا الاضطراب بنسب متساوية.
اضيف مصطلح اضطراب الإحكام إلى نظام تصنيف الطب النفسي قبل حوالي 30 سنة فقط ولكن المفهوم نفسه كان موجوداً قبل ذلك بعدة سنوات.

## العلامات والأعراض
وفقاً للدليل التشخيصي والتحليلي المعدّل للأمراض النفسية، فإن الأعراض النفسية والسلوكية لهذا الاضطراب تبدأ بالتطوّر في غضون 3 أشهر من بداية ظهور الضغوطات.
العلامات العاطفية لاضطراب الإحكام:
- الاكتئاب
- اليأس
- فقدان الشعور بالمتعة
- نوبات البكاء
- العصبية
- التوتر
- القلق
- اضطرابات النوم
- صعوبة في التركيز
- الشعور بالإرهاق والتفكير بالانتحار

العلامات السلوكية لاضطراب الإحكام:
- الشجار
- القيادة المتهورة
- تجاهل القيام بالمهام الهامة كدفع الفواتير أو أداء الواجبات المنزلية
- السعي للحصول على قبول الآخرين بأي وسيلة كانت (الغش - الكذب - الهروب من الواقع)
- تجنّب العائلة والأصدقاء
- ضعف الأداء في المدرسة
- التغيب عن المدرسة
- تخريب الممتلكات

الاضطرابات المرتبطة بالتوتر لا تظهر فقط كتفاقم لاضطرابات المحور الأول (جميع الاضطرابات العقلية باستثناء اضطرابات الشخصية والتخلف العقلي) أو اضطرابات المحور الثاني (اضطرابات الشخصية والتخلف العقلي)، ولا يمكن تشخصيها على أنها اضطرابات المحور الأول.
أصبح السلوك الانتحاري أمراً شائع بين الناس من جميع الأعمار، وربما تصل نسبة ضحايا الانتحار من المراهقين الذين عانوا من اضطراب الإحكام إلى الخُمس. وفي عام 1989 وجد برونيش (Bronish) وهيشت (Hecht) أن 70% من مرضى اضطراب الإحكام قد حاولو الانتحار قبل إدخالهم إلى المستشفى مباشرة، ووجدوا أيضاً أنهم حاولوا الانتحار أسرع مقارنة بمرضى الاكتئاب الشديد. وفي عام 1993، وجد آسنس (Asnis) وآخرون، أن ذكر مرضى اضطراب الإحكام للأفكار والمحاولات المتعلقة بالانتحار أقل بكثير من أولئك ذوو الاكتئاب الشديد. ووفقاً لدراسة قام بها بولو (Bolu) وآخرين عام 2012 على 82 مريضاً باضطراب الإحكام في عيادة ما، وجدوا أن 22 (26.8%) من المرضى تم إدخالهم إلى العيادة بسبب محاولتهم للانتحار، مما يتفق مع النتائج السابقة. بالإضافة إلى ذلك، وُجد أن 10 من الاثنان وعشرون مريضاً اختاروا طرقاً للانتحار ذات فرص إنقاذ عالية. وفي احصائية قام بها هينريكسون (Henriksson) وآخرين عام 2005، وجدوا أن نصف تلك الضغوطات كانت متعلقة بالوالدين، وثلثها متعلقة بالزملاء.

## عوامل الخطر
اكتشفت عوامل مختلفة ترتبط بتشخيص اضطراب الإحكام أكثر من اضطرابات المحور الأول، وتشمل:
- صغر السن
- مشاكل نفسية وبيئية
- زيادة السلوك الانتحاري، وغالبا ما يتحسن هذا السلوك وقت خروج المريض من الرعاية النفسية
- تاريخ نفسي سابق أقل
- مدة علاج أقصر

يواجه أولئك الذين يتعرضون لصدمات متكررة خطراً أكبر من غيرهم، حتى لو كانت تلك الصدمات قد حدثت منذ زمن بعيد. وقد يكون العمر عاملاً حيث أن صغار السن لا يستطيعون التأقلم بشكل جيد، بالإضافة إلى أنهم نادراً ما يستطيعون تقدير الآثار المترتبة على الضغوطات المحتملة.
الضغط عموماً عبارة عن حدث خطير وغير عادي يواجهه فرد أو مجموعة من الأفراد. والضغوطات التي تسبب اضطراب الإحكام قد تكون شديدة جداً وقد تكون طفيفة نسبياً مثل فقدان صديق أو صديقة أو الانتقال إلى حي جديد. وكلما كانت تلك الضغوطات حادة ومتكررة كلما كانت فرصة الإصابة بالاضطراب أعلى، وتصبح الضغوطات مرضيّة عندما يبدأ المريض بالشعور بأنها مجهده. ومن المهم قبل أن يشخص المريض باضطراب الإحكام أن يكون يعاني من ضغط مُسبّب لذلك الاضطراب.
لكل فئة عمرية مختلفة، ضغوطات شائعة خاصة بها:
سن البلوغ:
- مشاكل عائلية
- مشاكل مالية
- مشاكل الشخص أو شريكه الصحية وإعالة الأطفال
- مأساة شخصية (مثل: الوفاة)
- فقدان الوظيفة أو العمل غير المستقر (مثل: الفصل من العمل)

المراهقين والأطفال:
- المشاكل العائلية أو انفصال الوالدين
- المشاكل المدرسية أو الانتقال من مدرسة إلى أخرى
- المسائل المتعلقة بالجنس
- مرض أحد أفراد العائلة أو وفاته أو التعرض لصدمة نفسية.

في دراسة أُجريت من عام 1990 إلى عام 1994 على 89 مراهق في العيادات الخارجية للأمراض النفسية، وجد أن 25% منهم قد حاولوا الانتحار، حيث أساء 37.5% منهم استخدام الكحول، بينما أظهر 87.5% سلوكاً عدوانياً، وعانى 12.5% من صعوبات في التعلم، و87.5% من أعراض القلق.

## التشخيص
الأساس في تشخيص اضطراب الإحكام هو الضغط والتشخيص السريري لمدى إمكانية شفاء الأعراض عن طريق إزالة الضغط. بالإضافة إلى ذلك، فإن التشخيص قد يكون غير واضحاً إذا كان المريض قد تعرض للضغوطات لوقت طويل لأن التعرض لهذا النوع من الضغوط ليس مرتبطا باضطراب الإحكام فحسب، بل باضطراب الاكتئاب الشديد واضطراب القلق العام.
تعتبر بعض العلامات والمعايير التي استخدمت لوضع التشخيص مهمة. أولا، يجب للأعراض أن تكون تابعة لضغط ما بوضوح. ثانيا، يجب أن تكون الأعراض أكثر حدة من المتوقع. ثالثا، يجب أن لا تظهر اضطرابات كامنة أخرى. وأخيرا، يجب أن لا تكون الأعراض جزءاً من أي حزن عادي على وفاة قريب أو عزيز.
20% إلى 50% من مرضى اضطراب الإحكام قد شُخصوا بأمراض نفسية أكثر خطورة في غضون 5 سنوات فقط من التشخيص بالاضطراب، وذلك يعود إلى قدرة اضطراب الإحكام على التفاقم ذاتياً.

## العلاج
يوصى في كثير من الأحيان بالعلاج النفسي لعلاج اضطراب الإحكام، فالعلاج النفسي يعمل على التخفيف من الأعراض بالإضافة إلى تعديل السلوك. ويمكن أن يوصف القلق بأنه إشارة من الجسد على أن شيئا ما في حياة المريض يحتاج للتغيير. وبالنسبة للعلاج، فإنه يتيح للمريض وضع ألمه وضيقه في كلمات عوضاً عن الأفعال المدمرة، ويمكن للعلاج الفردي مساعدة المريض في الحصول على الدعم الذي يحتاج إليه، وتحديد الاستجابات الغير طبيعية بالإضافة إلى مساعدته في الاستفادة من نقاط قوته، وغالباً ما يستخدم الإرشاد العلاجي والعلاج النفسي والتدخل في الأزمات والعلاج الأسري والعلاج السلوكي والعلاج الجماعي الذاتي للتشجيع على التعبير اللفظي عن المخاوف والقلق والغضب والعجز واليأس. ويتم أحياناً استخدام مضادات الاكتئاب والقلق بجرعات صغيرة بالإضافة إلى أشكال أخرى من العلاج. وبالنسبة للمرضى الذين يعانون من ضغوط حياتية شديدة، فيستعمل البِنزوديازيبين (وهو دواء مهدئ ومضاد للاكتئاب)، ولكن لو أن المريض شارب شره للكحول أو كان كذلك، فينصح باستخدام بدائل أخرى لا تسبب الإدمان وذلك لتجنب مخاطر أكبر. ووجد أن أدوية التاينبتين (دواء يستخدم في علاج اضطراب الاكتئاب) والبرازولام (دواء مهدئ ومزيل للقلق) والميانسيرين (دواء مثبط للسيروتونين ومضاد للهستامين) تعطي نتائج فعالة لمرضى اضطراب الإحكام المصابين بالقلق. وقد اضيفت بعض الأدوية إلى خطط العلاج واستخدامها مثل مضادات الاكتئاب ومضادات الذُّهان (نادراً)، والمنشطات (للأشخاص الذين يصبحون منطوين للغاية).
كان هناك القليل فقط من الأبحاث حول كيفية علاج الأشخاص الذين يعانون من اضطراب الإحكام. وقد ذُكر أنه لا حاجة للتدخل إلا عندما يصل الخطر إلى مستويات مرتفعة بحجة أن الشفاء بشكل طبيعي هو المبدأ، ومع ذلك فإن العلاج قد يكون مفيداً لبعض المرضى. وبالنسبة للمرضى الذين يعانون من اضطراب الإحكام مع أعراض للاكتئاب و/أو القلق قد يستفيدون من العلاجات المستخدمة لعلاج اضطرابات الاكتئاب و/أو القلق. وفي دراسة وجد أن الذين يعانون من اضطراب الإحكام تلقوا تدخلات مماثلة لغيرهم ممن شخصوا باضطرابات نفسية أخرى، بما في ذلك العلاج النفسي والأدوية. ووجدت دراسة أخرى أن الذين يعانون من اضطراب الإحكام يستجيبون لمضادات الاكتئاب بشكل أفضل من المصابين بالاكتئاب الشديد. ونظراً لعدم وجود علاج خاص باضطراب الإحكام، فليس هنالك سوى انتظار ومراقبة الأعراض فإن لم تتحسن وسببت مشكلة جدية للمريض، فيجب عندها توجيه العلاج للأعراض نفسها.
بالإضافة للعلاج، يمكن للوالدين تقديم المساعدة لأطفالهم عن طريق:
- تشجيعهم للتعبير عن مشاعرهم.
- تقديم الدعم ومحاولة التفهُّم.
- طمأنة الطفل بأن ردود أفعاله طبيعية.
- سؤال المعلم للتحقق من التقدم الذي يحرزه الطفل في المدرسة.
- السماح للطفل باتخاذ قرارات بسيطة في المنزل مثل اختيار وجبة العشاء أو اختيار برنامج ما لمشاهدته على التلفاز.
- مساعدة الطفل في القيام بهواية أو نشاط يتمتع به.